# Спинели (Напуљ)
Спинели је насеље у Италији у округу Напуљ, региону Кампанија.
Према процени из 2011. у насељу је живело 69 становника. Насеље се налази на надморској висини од 31 м.